# Archidiecezja Toronto

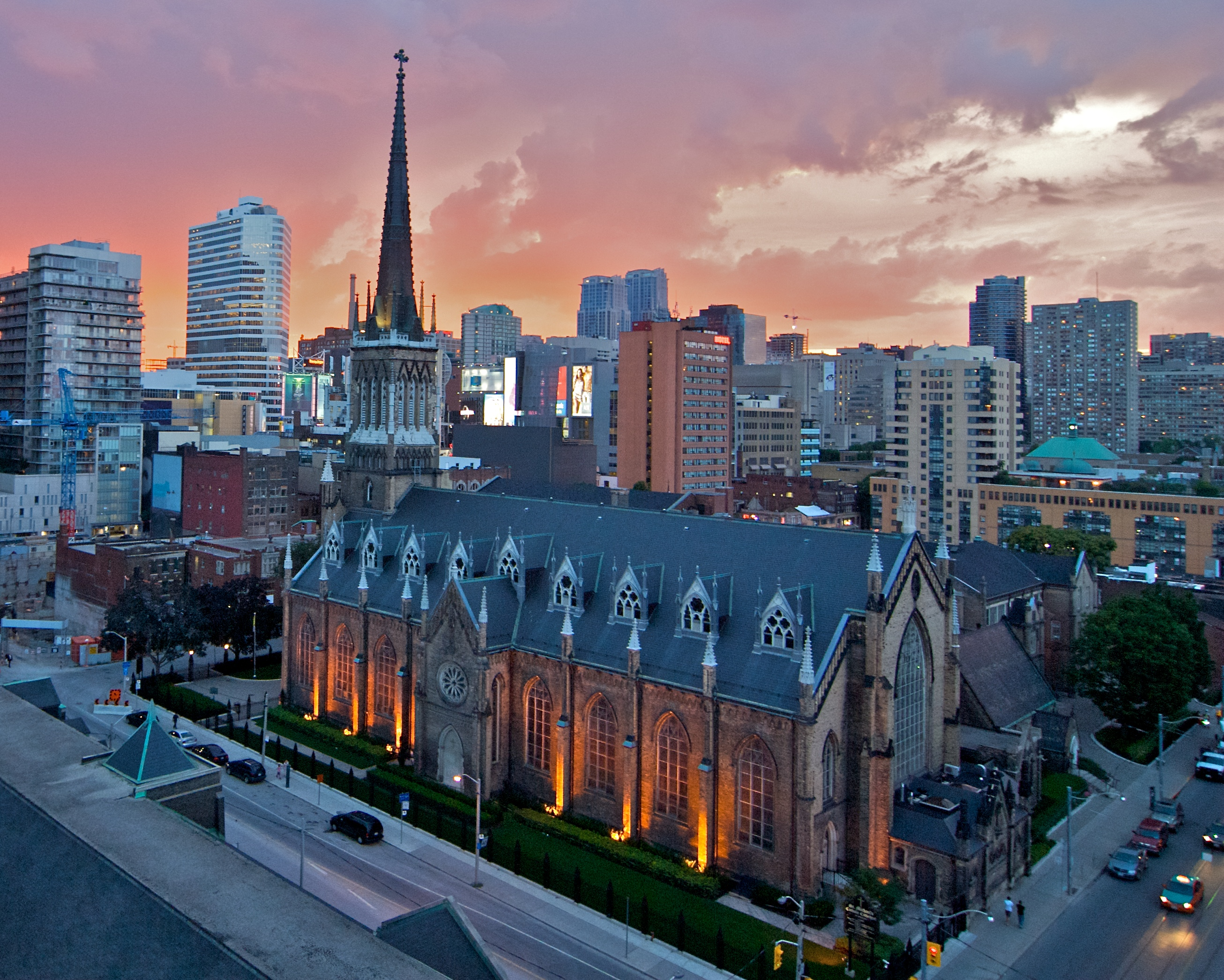
Archikatedra w Toronto

Archidiecezja Toronto – łac. Archidioecesis Torontina – archidiecezja Kościoła rzymskokatolickiego w Kanadzie. Jest główną diecezją metropolii Toronto. Została erygowana 17 grudnia 1841 przez wydzielenie z diecezji Kingston. 18 marca 1870 podniesiona do rangi metropolii.

## Dotychczasowi biskupi diecezjalni
- Michael Power - (1841-1847)
- Armand-Françios-Marie de Charbonnel - (1850-1860)
- John Joseph Lynch - (1860-1888)
- John Walsh - (1889-1898)
- Dennis T. O’Connor - (1899-1908)
- Fergus Patrick McEvay - (1908-1911)
- Neil McNeil - (1912-1934)
- kard. James Charles McGuigan - (1934-1971)
- abp Philip Francis Pocock - (1971-1978)
- kard.Gerald Emmett Carter - (1978-1990)
- kard. Aloysius Ambrozic - (1990-2006)
- kard. Thomas Collins - (2006-2023)
- kard. Frank Leo (od 2023)